# (38347) 1999 RS143
1999 RS143 (asteroide 38347) é um asteroide da cintura principal. Possui uma excentricidade de 0.11956870 e uma inclinação de 10.36338º.
Este asteroide foi descoberto no dia 9 de setembro de 1999 por LINEAR em Socorro.